# Walter Edström
Walter Simon Edström (Malmö, el 11 de marzo de 1891 – Gotemburgo, 25 de julio de 1962), fue un ingeniero civil, director y político sueco del partido conservador.
Edström fue miembro de la segunda cámara del parlamento de 1949 a 1956, elegido en la circunscripción de la ciudad de Gotemburgo. Fue elegido miembro de la Real Academia de Ciencias de la Ingeniería en 1949. Edström fue vicepresidente de GKSS entre 1938 y 1942. Es primo de J. Sigfrid Edström y tío de Ingrid Edström y Per Simon Edström.

## Distinciones
- Comendador de la Orden de Vasa. [5]
- Comendador de la Orden del Mérito de la República Federal de Alemania, en 1956.[5]